# Сподній Лог
Сподній Лог (словен. Spodnji Log) — поселення в общині Кочев'є, регіон Південно-Східна Словенія, Словенія. Висота над рівнем моря: 493,1 м.